# Аполінарій (Кошовий)
Архієпископ Аполлінарій (у миру Андрій Кошовий; 16 (28) жовтня 1874, село Валки, Прилуцький повіт, Полтавська губернія — 19 червня 1933, Нью-Йорк) — єпископ Російської православної церкви закордоном, архієпископ Північно-Американський та Канадський.

## Життєпис
Народився у родині псаломщика Михайлівської церкви села Валки Полтавської губернії Василя Кошового та його дружини Матрони 16 жовтня 1874 року (за старим стилем) у селі Валки (метричний запис Ф.1530 О.2 Д.42). Закінчив Роменське духовне училище у 1888 році та Полтавську духовну семінарію.

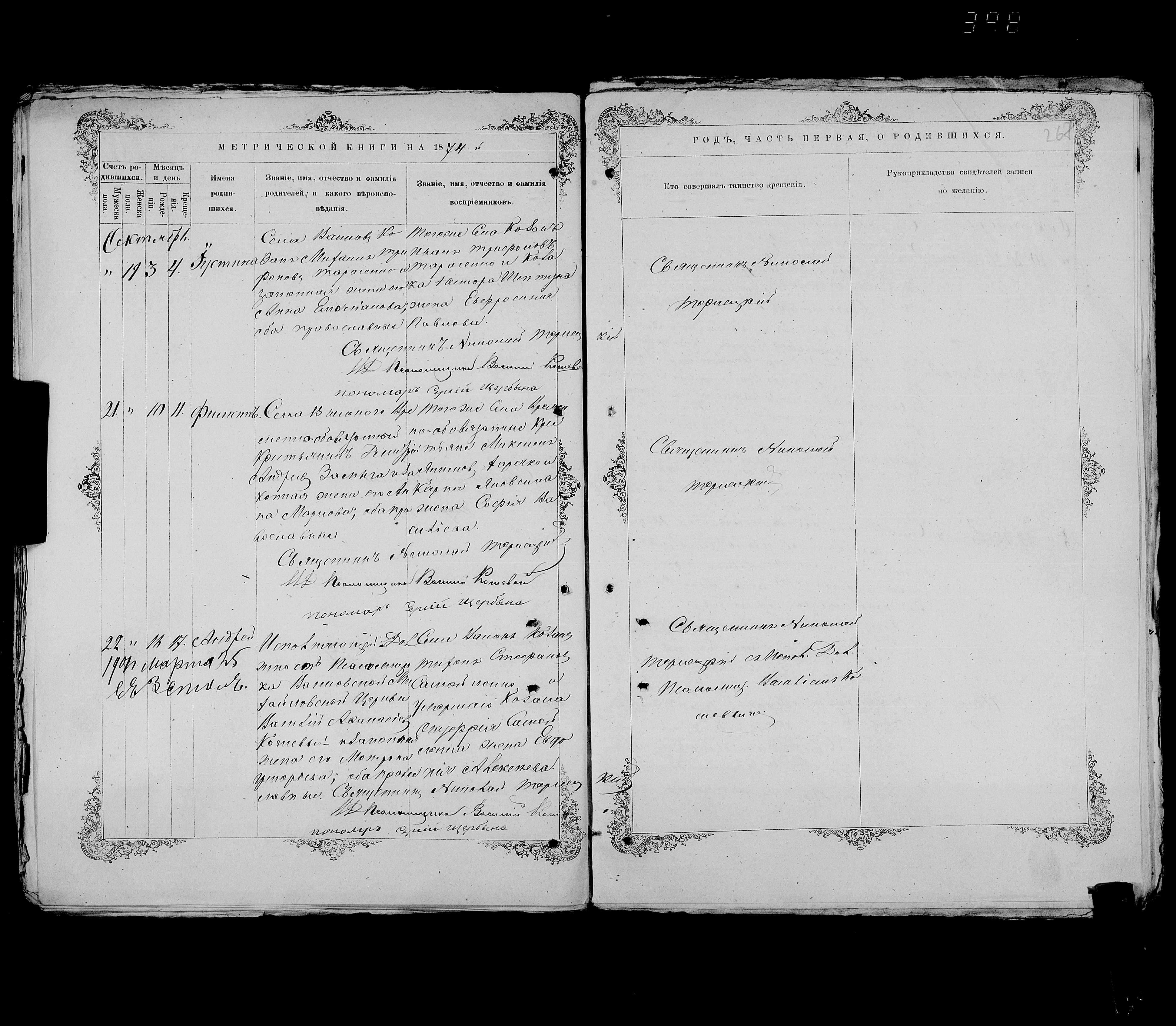
Метричний запис про народження Андрія Кошового

З 1894 року викладач народної школи в селі Валки. З 1895 року псаломник та викладач у церковно-парафіяльній школі села Переволочна Кобеляцького повіту. З 1896 року наглядач церковно-вчительської школи у Лубнах Полтавської губернії.
Вступив на місіонерські курси Казанської духовної академії. У 1898 році під час навчання пострижений у чернецтво ректором академії єпископом Антонієм (Храповицьким). Ієромонах, духовник Волинської духовної семінарії. Після закінчення курсів у 1900 році викладач у зразковій школі при Литовській духовній семінарії.
1905 року закінчив Київську духовну академію зі ступенем кандидата богослов'я та призначений викладачем грецької мови Житомирського духовного училища.
20 вересня 1906 року викладач гомілетики Київської духовної семінарії, з 9 листопада 1910 року її інспектор.
15 травня 1911 року зведений у сан архімандрита.
22 жовтня 1917 року в Києві хіротонізований на єпископа Рильського, вікарія Курської єпархії, з 10 листопада настоятель Рильського монастиря в ім'я святителя Миколи Чудотворця.
Член Помісного Собору 1917—1918 років як заступник Феофана (Гаврилова), брав участь у 2-й сесії, член III відділу. Член Всеукраїнського Православного Церковного Собору.
11 червня ст.ст. 1919 року, відразу ж після звільнення Бєлгорода Добровольчою армією, був офіційно призначений ВЦУ Півдня Росії єпископом Бєлгородським, вікарієм Курської єпархії, замість убитого більшовиками єпископа Бєлгородського Никодима.
На самому початку грудня 1919 року відступив із Білгорода разом із Добровольчою армією на Південь Росії.
На початку січня 1920 року виїхав з Катеринодару до Новоросійська; 16 січня 1920 року на «архієрейському» вантажному пароплаві «Іртиш» разом з низкою інших російських архієреїв, архімандритів і священиків (разом з архієпископами Євлогієм (Георгіївським) та Георгієм (Ярошевським), єпископами Митрофаном (Абрам)) відплив з Новоросійська через окупований Антантою Константинополь і Салоніки до Королівства сербів, хорватів та словенців, емігрувавши до Югославії.
5 лютого 1920 року разом із архієпископом Євлогієм (Георгієвським) прибув до Белграда. Священноначалием Сербської Церкви було направлено до одного з сербських монастирів.
У 1921 році учасник підготовки і член Російського Всезакордонного Церковного Собору, противник відновлення царської династії Романових.
14/27 квітня 1922 року Вищим церковним управлінням закордоном «через крайнього розладу економічних справ Російської духовної місії в Єрусалимі та крайньої необхідності в якнайшвидшому вжитті заходів до впорядкування цих справ, а також через необхідність наявності в Єрусалимі авторитетного представника Вищого Російського Церковного Управління за кордоном» відряджений до Єрусалиму з наданням йому особливих повноважень у церковно-адміністративних та економічних справах. У червні призначений керуючим Російської духовної місії в Єрусалимі, однак Єрусалимський патріарх Даміан не визнав його главою місії.
Діяльність у Єрусалимі не принесла ієрарху лаври гарного адміністратора. Хворобливий, який постійно скаржився і всіх викривав. Тому єпископ Аполлінарій не користувався прихильністю митрополита Антонія (Храповицького).
У лютому 1923 року переїхав до США. На прохання митрополита Платона указом від 10 лютого 1924 року єпископа Аполлінарія було переведено до Канади з титулом Вінніпезького, вікарія Північно-Американської єпархії. Направляючи єпископа Аполлінарія в Америку 1924 року, митрополит Антоній (Храповіцький) писав митрополиту Платону: «Наплачетесь Ви з ним».
Незабаром діяльність єпископа Аполлінарія в Канаді почала викликати нарікання у митрополита Платона. 14 грудня того ж року його було переведено митрополитом Платоном на вікарну Сан-Франциську кафедру, причому зробив це всупереч раді єпископа Феофіла. Останній вважав, що єпископ Аполлінарій не зможе проявити себе на цій кафедрі, тим більше, що англійської мови архіпастир так і не вивчив. Сам митрополит Платон на той час розчарувався в єпископі Аполлінарії, який також відчував себе в Сан-Франциско незатишно. 1 липня 1926 року, в ті самі дні, коли в Карлівцях розростався конфлікт із митрополитом Платоном, єпископ Аполлінарій направив до Сремських Карлівців прохання повернути його до Єрусалиму. Однак Архієрейський Собор це прохання відхилив.
У 1927 році наростання тертя між Священноначалієм Руської Православної Церкви Закордоном і главою Алеутської та Північно-Американської єпархії митрополитом Платоном (Рождественським) призвели до відкритого розриву. Єпископ Аполлінарій виявився єдиним з американських архієреїв, який відмовився виходити з підпорядкування Зарубіжної Церкви і був звільнений митрополитом Платоном 1 лютого 1927 року.
Архієрейський Синод РПЦЗ визнав 31 березня 1927 року це звільнення неканонічним і призначив керуючим (затверджений 5 вересня) новоствореною Північноамериканською єпархією РПЦЗ. У підпорядкуванні архієпископа Аполлінарія перейшли близько 60 парафій; у віданні Північно-Американської архієпископії залишилося близько 200.
З грудня 1927 року мав постійну резиденцію в Нью-Йорку.
14 травня 1929 року зведений у сан архієпископа з титулом Північноамериканський та Канадський. Організатор будівництва православних храмів та заснування парафій у багатьох містах США.
Помер 19 червня 1933 року. Похований на міському цвинтарі Нью-Йорка. У 1965 році останки були перенесені до Свято-Троїцького монастиря в Джорданвіллі (США).

## Твори
- Учение Тертуллиана о Троице // ИР НБУВ. Ф. 304. Д. 1838.
- Письма к архиеп. Феофилу (Пашковскому) // Архив Свято-Троицкой ДС в Джорданвилле. Ф. 16. К. 36.
- О положении дел Русской духовной миссии в Иерусалиме // Церковные ведомости. 1922. — № 2.
- Истина да восторжествует // Церковные ведомости. 1928.